# 2025年のフランスグランプリ (ロードレース)
2025年のフランスグランプリ(2025 French motorcycle Grand Prix、正式名称: Michelin Grand Prix of France)は、ロードレース世界選手権の2025年シーズン第6戦として、5月11日にフランス・ル・マンのブガッティ・サーキットで開催された。